# 林投鳳凰殿
林投鳳凰殿，昔稱萬府廟、萬薛府廟。臺灣澎湖縣廟宇，位於湖西鄉林投村，主祀「萬府王爺」，副祀薛府王爺與池府王爺，同祀文衡帝君關公，陪祀中壇元帥、註生娘娘、福德正神、虎爺將軍。廟址緊鄰縣道204號，廟埕則接壤知名觀光遊憩景點「林投公園」。法師流派為「普庵派」之「玉皇勅令勅令支派」。:289

## 沿革
林投鳳凰殿創建年代不詳，其淵源歷史多為口述傳說，無碑記匾額文獻佐證，僅知於日治時期大正15年（1926）有確切的修建紀錄。
根據耆老傳說，池府王爺（池府恩主）於昭和十年（1935）某月27日夜降壇，始知本廟萬府王爺約莫500年前顯靈於林投社蓮花山上，故建「萬府廟」。又距今200年前，林投村民外出捕魚，因迷失方向漂流於海上，忽見一木柴散發光芒，引領村民歸村，後來木柴自行指示需雕作神像，神像完成後，自言乃「薛恩主公」，村民將之奉祀於村中公廟「萬府廟」，後改稱「萬薛府廟」。約於150年前，因村落漁獲頗豐，重修廟宇，又改作「鳳凰殿」，沿用迄今。

## 建築
鳳凰殿在日治時期大正15年（1926）重修；戰後民國37年（1948）大修時由大木匠師葉得令（澎湖後窟潭人，今馬公市重光里）主持:206-218；民國60年（1971）、民國63年（1974）陸續增建左右廂房與偏室；現貌係出於民國71年（1982）10月落成的工程，負責設計的建築師為謝自南，亦是出身於澎湖後窟潭。

## 圖輯

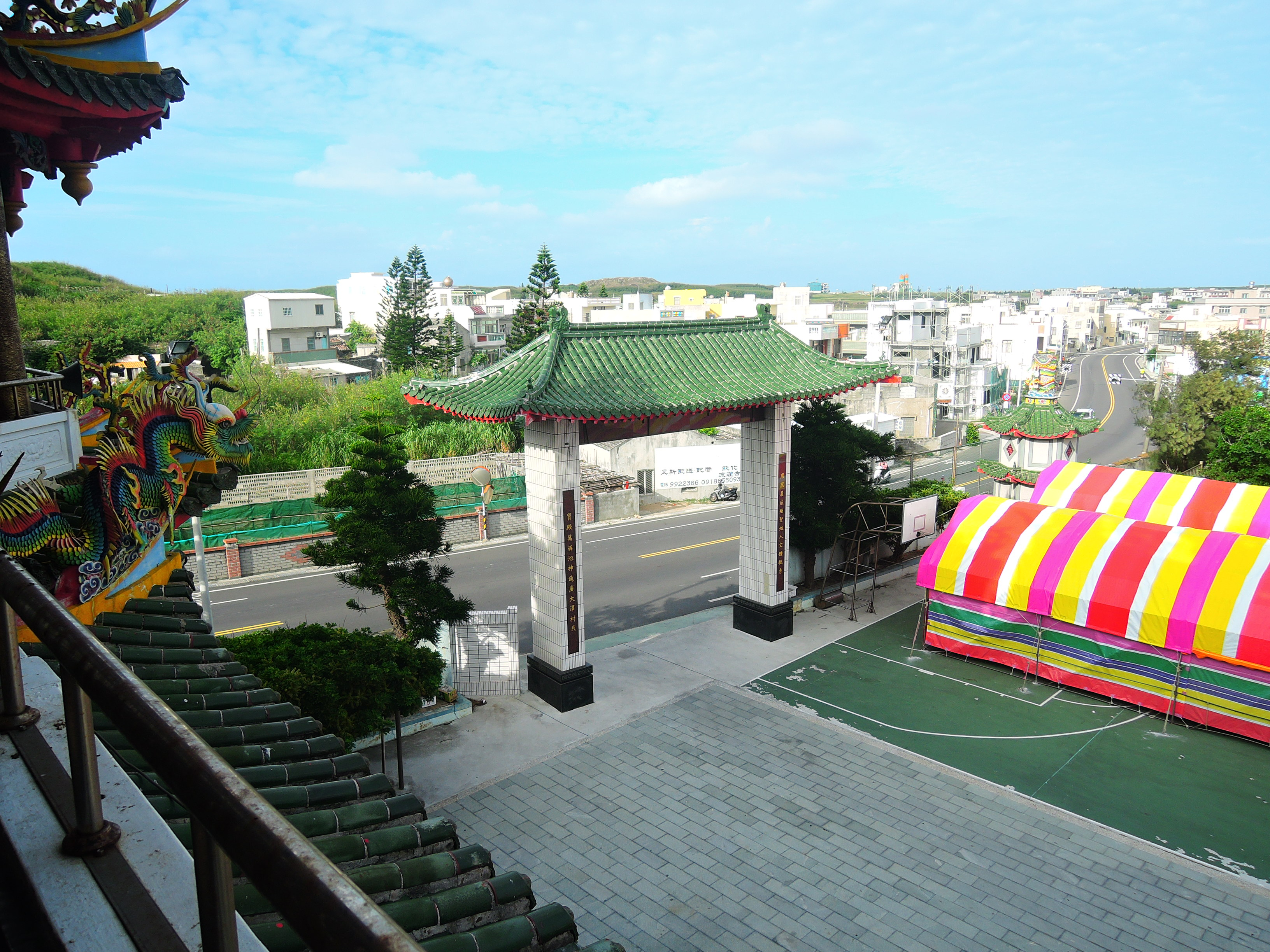
廟埕與縣道204號
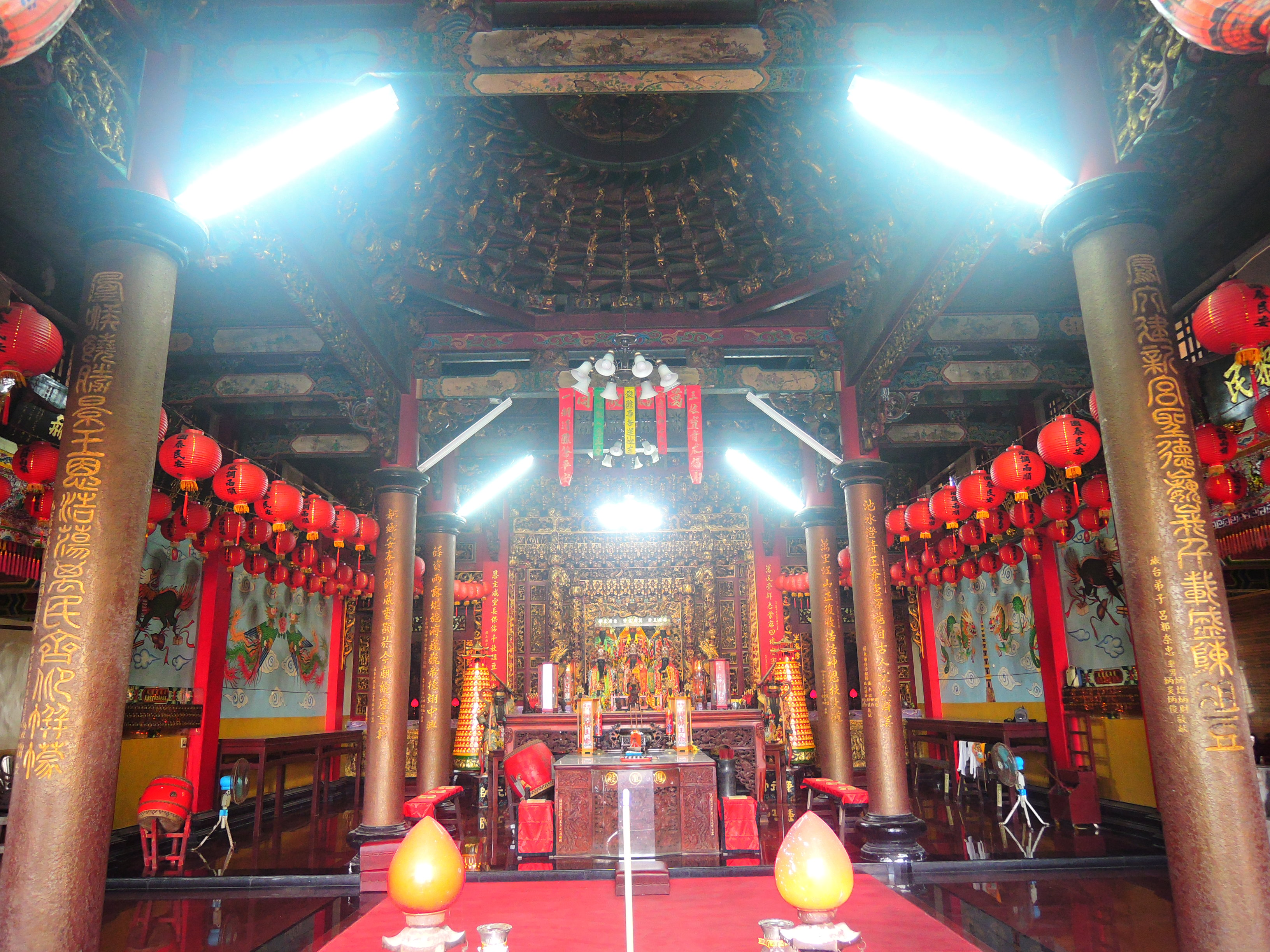
一樓正殿
萬薛池府王爺神像
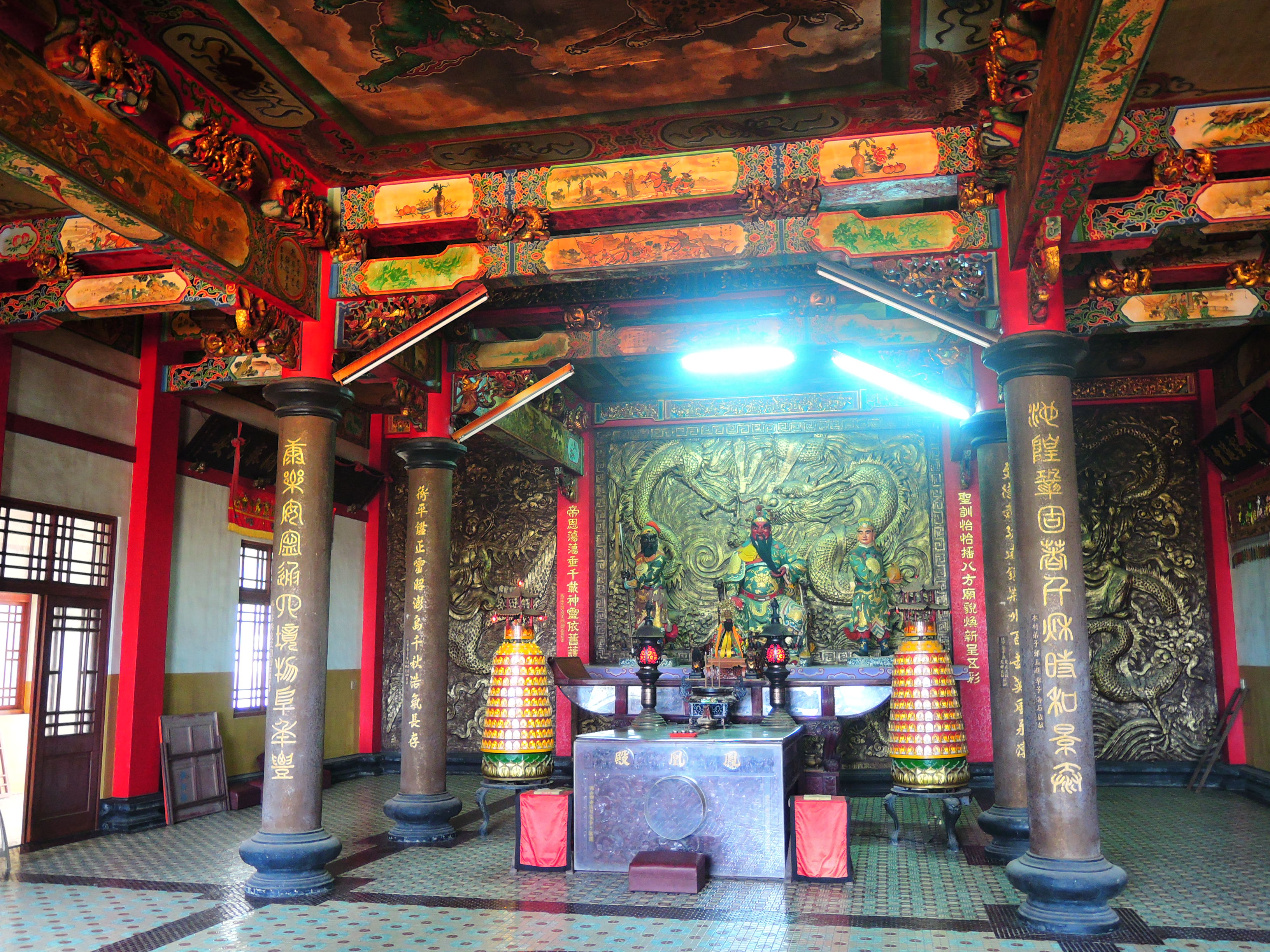
三樓正殿
文衡聖君像

## 文物
林投鳳凰殿舊廟肇建於民國38年（1949），在民國67年（1978）拆除，部分木架構現置於二樓東廂房之中，為澎湖後窟潭大木匠師葉得令現今唯二留存的作品。:28、206-218

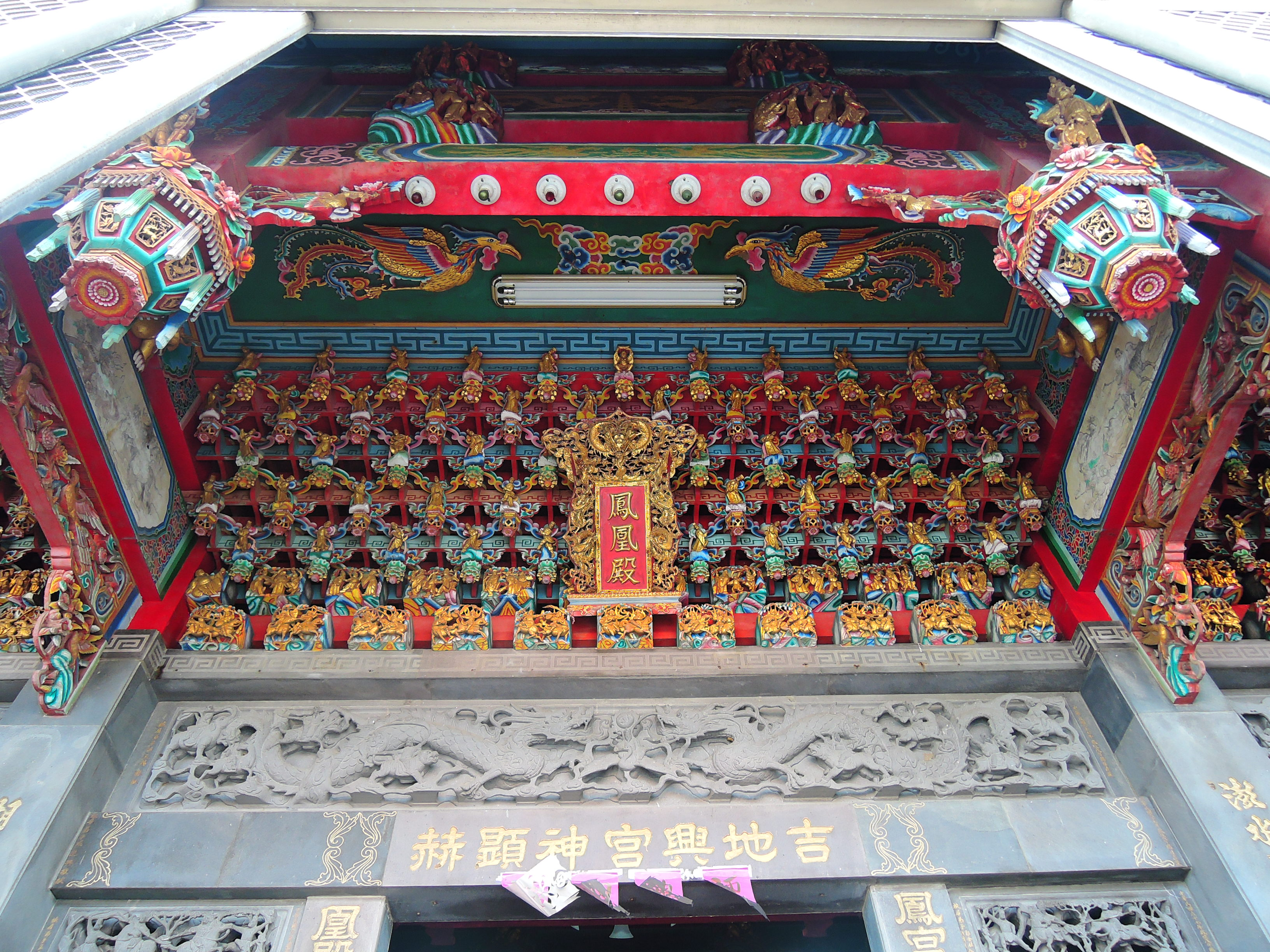
聖旨牌、斗栱裝飾
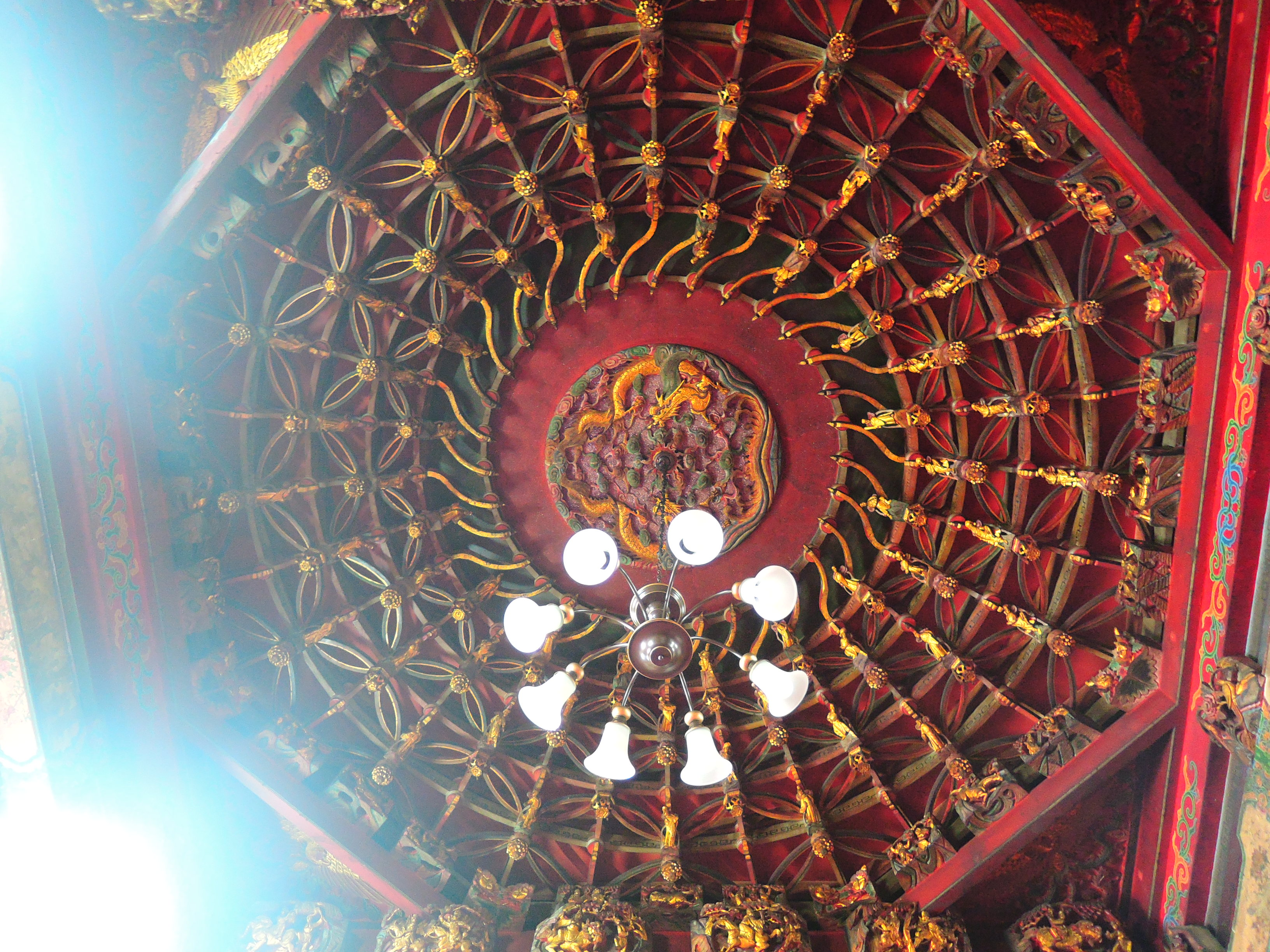
藻井（一樓正殿）
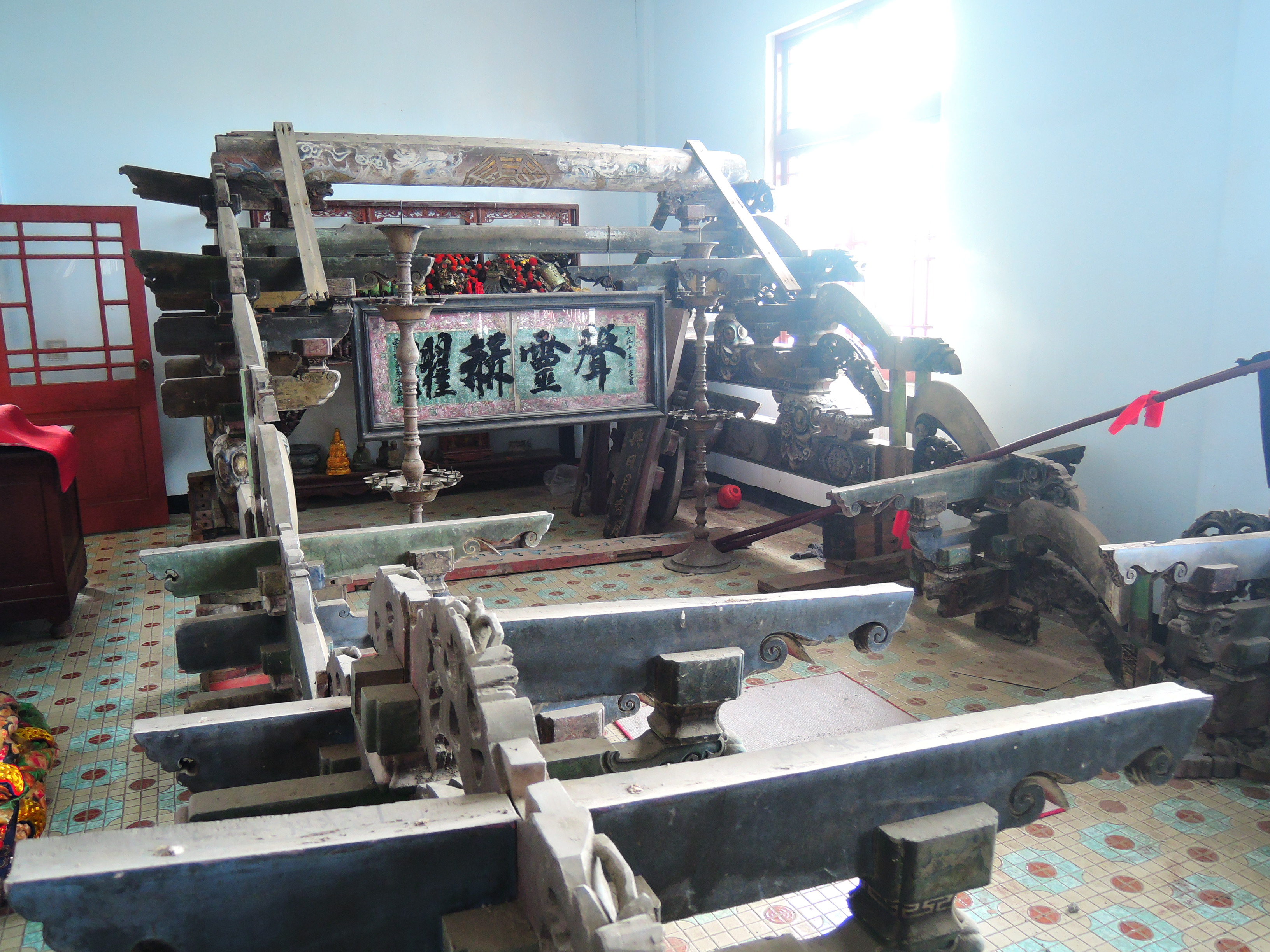
1949年舊廟木架構（葉得令作品）
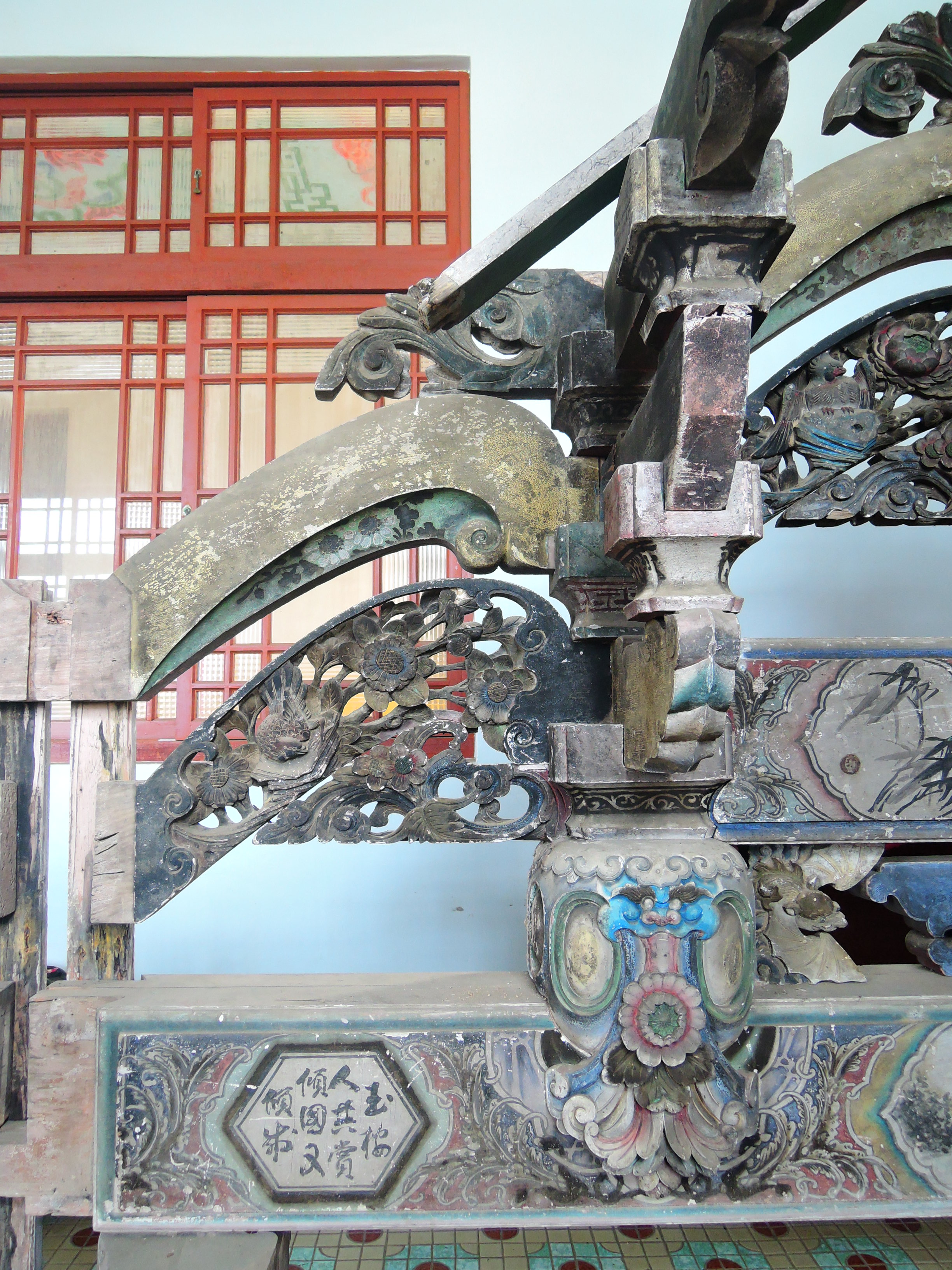
1949年舊廟木架構（葉得令作品）
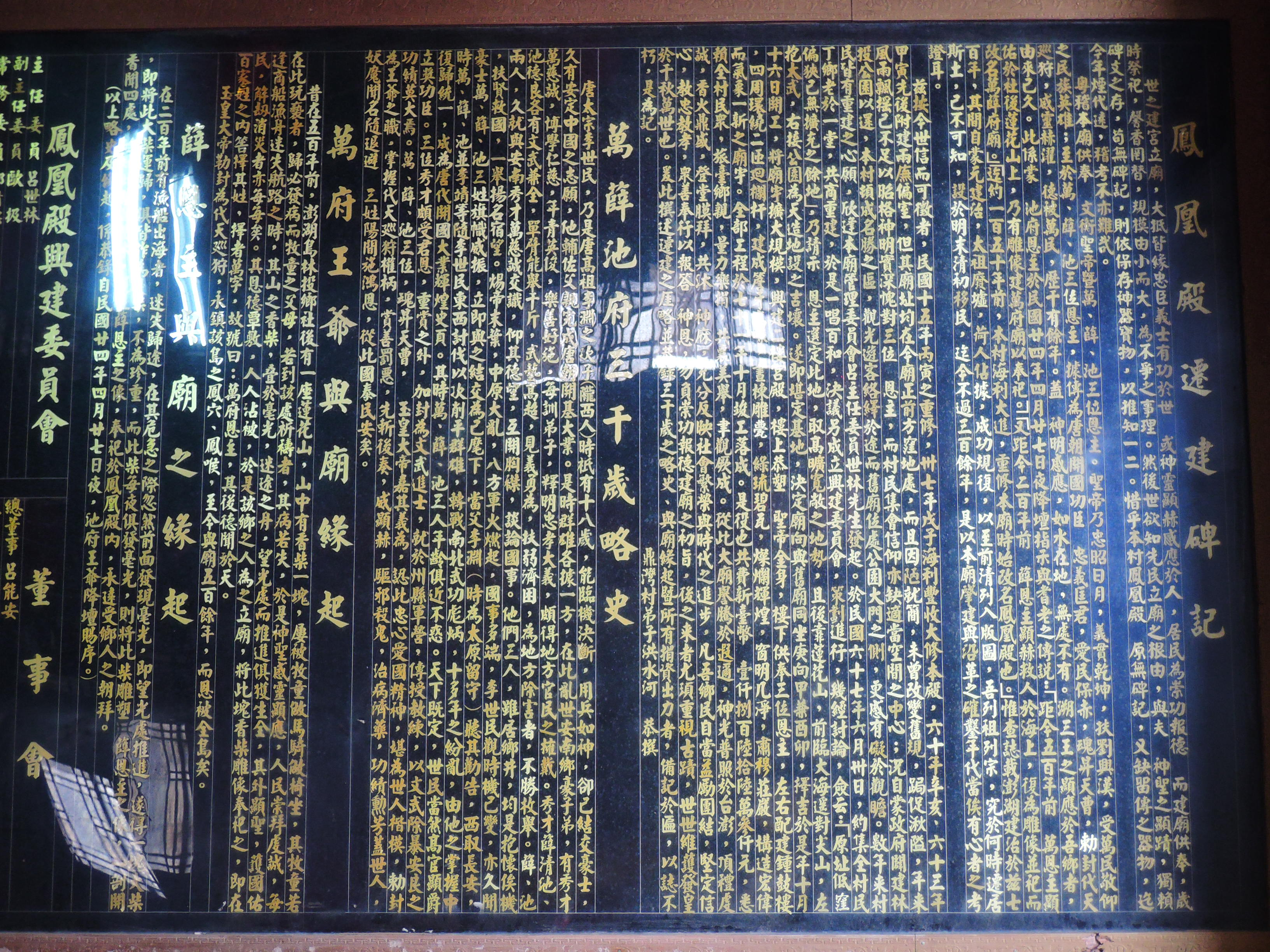
遷建碑記

## 友廟
- 交陪廟：西溪北極殿、高雄文衡殿、高西北極殿、鳯山鳯興宫、屏東萬褔宫、台南崑明殿（亦為分火廟[9]）、台北恩文壇[2]

- 分火廟：前金扶風殿、屏東扶正殿[2]、屏東扶風宮

## 外部連結
23°33′46″N 119°38′35″E / 23.562714°N 119.642953°E
- 林投鳳凰殿的Facebook專頁